# Oxylamia nimbae
Oxylamia nimbae är en skalbaggsart som beskrevs av Pierre Lepesme och Stefan von Breuning 1952. Oxylamia nimbae ingår i släktet Oxylamia och familjen långhorningar. Inga underarter finns listade i Catalogue of Life.